# Tumaraa
Tumaraa (en tahitià Tumara’a) és una comuna de la Polinèsia Francesa situada a l'illa de Raiatea, a les Illes de Sotavent (arxipèlag de les Illes de la Societat. Té 3.632 habitants.

## Geografia
Comprèn quatre comunes associades:
- Fetuna: 402 habitants
- Tehurui: 500 habitants
- Tevaitoa: 1.826 habitants
- Vaiaau: 904 habitants

## Administració
| Període | Identitat      | Partit |
| ------- | -------------- | ------ |
| 2008-   | Cyril Tetuanui |        |